# .de
.de este domeniul național de nivel superior (country code top-level domain) al Germaniei în Internet. Este administrat de DENIC. Provine de la primele două litere din germanul Deutschland (Germania).
Primul domeniu .de înregistrat a fost cel al departamentului de informatică de la Universitatea Dortmund, www.uni-dortmund.de.